# Copa del Generalísimo de fútbol 1971-72
La Copa del Generalísimo de fútbol 1971-72 fue la edición número 68 de dicha competición española. Contó con la participación de 109 equipos.

## Primera ronda

### Cuadro
| Equipo 1                    | Agr. | Equipo 2                          | Ida | Vuelta |
| --------------------------- | ---- | --------------------------------- | --- | ------ |
| C. D. Tortosa               | 3-2  | Onteniente C. F.                  | 1-1 | 2-1    |
| Tarrasa C. F.               | 3-1  | C. Gimnástico de Tarragona        | 3-1 | 0-0    |
| Ag. D. Ceuta                | 3-2  | R. B. Linense                     | 1-1 | 2-1    |
| C. D. Olímpico              | 2-8  | C. D. Alcoyano                    | 1-3 | 1-5    |
| C. D. Acero                 | 1-2  | C. Atlético Madrileño             | 0-1 | 1-1    |
| C. Atlético Osasuna         | 2-3  | S. D. Huesca                      | 2-2 | 0-1    |
| U. D. Lérida                | 3-2  | C. D. Oberena                     | 3-0 | 0-2    |
| C. Atlético Malagueño       | 4-4  | Melilla C. F.                     | 1-2 | 3-2    |
| Triana Balompié             | 3-2  | R. C. Recreativo de Huelva        | 1-1 | 2-1    |
| C. D. Colonia Moscardó      | 3-2  | C. D. Cacereño                    | 2-1 | 1-1    |
| C. F. Badalona              | 1-3  | C. F. Barcelona Atlético          | 1-1 | 0-2    |
| C. D. Atlético de Ciudadela | 1-5  | U. D. Poblense                    | 0-1 | 1-4    |
| C. D. Atlético Baleares     | 1-3  | S. D. Ibiza                       | 0-0 | 1-3    |
| C. D. Eldense               | 3-4  | C. F. Gandía                      | 3-0 | 0-4    |
| C. F. Calella               | 2-1  | Gerona C. F.                      | 2-0 | 0-1    |
| Levante U. D.               | 2-2  | Real Murcia C. F.                 | 1-0 | 1-2    |
| C. D. Badajoz               | 3-5  | C. F. Calvo Sotelo de Puertollano | 2-1 | 1-4    |
| Linares C. F.               | 1-2  | C. Getafe Deportivo               | 1-0 | 0-2    |
| A. D. Plus Ultra            | 3-2  | Real Jaén C. F.                   | 1-1 | 2-1    |
| C. D. Ilicitano             | 4-7  | Algemesí C. F.                    | 2-3 | 2-4    |
| Talavera C. F.              | 2-4  | C. D. Valdepeñas                  | 0-0 | 2-4    |
| S. D. Unión Club            | 2-4  | C. D. Tudelano                    | 2-1 | 0-3    |
| S. D. Ponferradina          | 1-2  | C. D. Lugo                        | 0-0 | 1-2    |
| S. D. Compostela            | 0-4  | Real Avilés C. F.                 | 0-2 | 0-2    |
| Candás C. F.                | 2-4  | Fabril Deportivo                  | 1-1 | 1-3    |
| C. D. Basconia              | 4-12 | R. S. Gimnástica de Torrelavega   | 2-3 | 2-9    |
| C. D. Mirandés              | 6-2  | Deportivo Alavés                  | 4-2 | 2-0    |
| C. F. Júpiter Leonés        | 4-6  | S. D. Eibar                       | 3-0 | 1-6    |
| Deportivo Aragón            | 6-0  | Bilbao Atlético C.                | 5-0 | 1-0    |
| Real Unión Club             | 0-3  | Club Sestao                       | 0-1 | 0-2    |
| Baracaldo C. F.             | 3-3  | U. D. Salamanca                   | 1-1 | 2-2    |
| C. D. Ensidesa              | 3-4  | Palencia C. F.                    | 2-3 | 1-1    |
| C. D. Orense                | 2-1  | Zamora C. F.                      | 1-0 | 1-1    |
| C. D. Cartagena             | 2-1  | C. D. Benicarló                   | 1-1 | 1-0    |
| Sevilla Atlético C.         | 2-1  | Recreativo C. Portuense           | 2-0 | 0-1    |

### Partidos
| Ida; 23 de octubre de 1971 | C. D. Tortosa | 1:1 | Onteniente C. F. |  |  |

| Vuelta; 07 de noviembre de 1971 | Onteniente C. F. | 1:2 (Global 2:3) | C. D. Tortosa |  |  |

| Ida; 24 de octubre de 1971 | Tarrasa C. F. | 3:1 | C. Gimnástico de Tarragona |  |  |

| Vuelta; 07 de noviembre de 1971 | C. Gimnástico de Tarragona | 0:0 (Global 1:3) | Tarrasa C. F. |  |  |

| Ida; 24 de octubre de 1971 | Ag. D. Ceuta | 1:1 | R. B. Linense |  |  |

| Vuelta; 07 de noviembre de 1971 | R. B. Linense | 1:2 (Global 2:3) | Ag. D. Ceuta |  |  |

| Ida; 24 de octubre de 1971 | C. D. Olímpico | 1:3 | C. D. Alcoyano |  |  |

| Vuelta; 07 de noviembre de 1971 | C. D. Alcoyano | 5:1 (Global 8:2) | C. D. Olímpico |  |  |

| Ida; 24 de octubre de 1971 | C. D. Acero | 0:1 | C. Atlético Madrileño |  |  |

| Vuelta; 07 de noviembre de 1971 | C. Atlético Madrileño | 1:1 (Global 2:1) | C. D. Acero |  |  |

| Ida; 24 de octubre de 1971 | C. Atlético Osasuna | 2:2 | S. D. Huesca |  |  |

| Vuelta; 07 de noviembre de 1971 | S. D. Huesca | 1:0 (Global 3:2) | C. Atlético Osasuna |  |  |

| Ida; 24 de octubre de 1971 | U. D. Lérida | 3:0 | C. D. Oberena |  |  |

| Vuelta; 07 de noviembre de 1971 | C. D. Oberena | 2:0 (Global 2:3) | U. D. Lérida |  |  |

| Ida; 24 de octubre de 1971 | C. Atlético Malagueño | 1:2 | Melilla C. F. |  |  |

| Vuelta; 07 de noviembre de 1971 | Melilla C. F. | 2:3 (Global 4:4) | C. Atlético Malagueño |  |  |

| Ida; 24 de octubre de 1971 | Triana Balompié | 1:1 | R. C. Recreativo de Huelva |  |  |

| Vuelta; 07 de noviembre de 1971 | R. C. Recreativo de Huelva | 1:2 (Global 2:3) | Triana Balompié |  |  |

| Ida; 24 de octubre de 1971 | C. D. Colonia Moscardó | 2:1 | C. D. Cacereño |  |  |

| Vuelta; 07 de noviembre de 1971 | C. D. Cacereño | 1:1 (Global 2:3) | C. D. Colonia Moscardó |  |  |

| Ida; 24 de octubre de 1971 | C. F. Badalona | 1:1 | C. F. Barcelona Atlético |  |  |

| Vuelta; 07 de noviembre de 1971 | C. F. Barcelona Atlético | 2:0 (Global 3:1) | C. F. Badalona |  |  |

| Ida; 24 de octubre de 1971 | C. D. Atlético de Ciudadela | 0:1 | U. D. Poblense |  |  |

| Vuelta; 07 de noviembre de 1971 | U. D. Poblense | 4:1 (Global 5:1) | C. D. Atlético de Ciudadela |  |  |

| Ida; 24 de octubre de 1971 | C. D. Atlético Baleares | 0:0 | S. D. Ibiza |  |  |

| Vuelta; 07 de noviembre de 1971 | S. D. Ibiza | 3:1 (Global 3:1) | C. D. Atlético Baleares |  |  |

| Ida; 24 de octubre de 1971 | C. D. Eldense | 3:0 | C. F. Gandía |  |  |

| Vuelta; 07 de noviembre de 1971 | C. F. Gandía | 4:0 (Global 4:3) | C. D. Eldense |  |  |

| Ida; 24 de octubre de 1971 | C. F. Calella | 2:0 | Gerona C. F. |  |  |

| Vuelta; 07 de noviembre de 1971 | Gerona C. F. | 1:0 (Global 1:2) | C. F. Calella |  |  |

| Ida; 24 de octubre de 1971 | Levante U. D. | 1:0 | Real Murcia C. F. |  |  |

| Vuelta; 07 de noviembre de 1971 | Real Murcia C. F. | 2:1 (Global 2:2) | Levante U. D. |  |  |

| Ida; 24 de octubre de 1971 | C. D. Badajoz | 2:1 | C. F. Calvo Sotelo de Puertollano |  |  |

| Vuelta; 07 de noviembre de 1971 | C. F. Calvo Sotelo de Puertollano | 4:1 (Global 5:3) | C. D. Badajoz |  |  |

| Ida; 24 de octubre de 1971 | Linares C. F. | 1:0 | C. Getafe Deportivo |  |  |

| Vuelta; 07 de noviembre de 1971 | C. Getafe Deportivo | 2:0 (Global 2:1) | Linares C. F. |  |  |

| Ida; 24 de octubre de 1971 | A. D. Plus Ultra | 1:1 | Real Jaén C. F. |  |  |

| Vuelta; 07 de noviembre de 1971 | Real Jaén C. F. | 1:2 (Global 2:3) | A. D. Plus Ultra |  |  |

| Ida; 24 de octubre de 1971 | C. D. Ilicitano | 2:3 | Algemesí C. F. |  |  |

| Vuelta; 07 de noviembre de 1971 | Algemesí C. F. | 4:2 (Global 7:4) | C. D. Ilicitano |  |  |

| Ida; 24 de octubre de 1971 | Talavera C. F. | 0:0 | C. D. Valdepeñas |  |  |

| Vuelta; 07 de noviembre de 1971 | C. D. Valdepeñas | 4:2 (Global 4:2) | Talavera C. F. |  |  |

| Ida; 24 de octubre de 1971 | S. D. Unión Club | 2:1 | C. D. Tudelano |  |  |

| Vuelta; 07 de noviembre de 1971 | C. D. Tudelano | 3:0 (Global 4:2) | S. D. Unión Club |  |  |

| Ida; 24 de octubre de 1971 | S. D. Ponferradina | 0:0 | C. D. Lugo |  |  |

| Vuelta; 07 de noviembre de 1971 | C. D. Lugo | 2:1 (Global 2:1) | S. D. Ponferradina |  |  |

| Ida; 24 de octubre de 1971 | S. D. Compostela | 0:2 | Real Avilés C. F. |  |  |

| Vuelta; 07 de noviembre de 1971 | Real Avilés C. F. | 2:0 (Global 4:0) | S. D. Compostela |  |  |

| Ida; 24 de octubre de 1971 | Candás C. F. | 1:1 | Fabril Deportivo |  |  |

| Vuelta; 07 de noviembre de 1971 | Fabril Deportivo | 3:1 (Global 4:2) | Candás C. F. |  |  |

| Ida; 24 de octubre de 1971 | C. D. Basconia | 2:3 | R. S. Gimnástica de Torrelavega |  |  |

| Vuelta; 07 de noviembre de 1971 | R. S. Gimnástica de Torrelavega | 9:2 (Global 12:4) | C. D. Basconia |  |  |

| Ida; 24 de octubre de 1971 | C. D. Mirandés | 4:2 | Deportivo Alavés |  |  |

| Vuelta; 07 de noviembre de 1971 | Deportivo Alavés | 0:2 (Global 2:6) | C. D. Mirandés |  |  |

| Ida; 24 de octubre de 1971 | C. F. Júpiter Leonés | 3:0 | S. D. Eibar |  |  |

| Vuelta; 07 de noviembre de 1971 | S. D. Eibar | 6:1 (Global 6:4) | C. F. Júpiter Leonés |  |  |

| Ida; 24 de octubre de 1971 | Deportivo Aragón | 5:0 | Bilbao Atlético C. |  |  |

| Vuelta; 07 de noviembre de 1971 | Bilbao Atlético C. | 0:1 (Global 0:6) | Deportivo Aragón |  |  |

| Ida; 24 de octubre de 1971 | Real Unión Club | 0:1 | Club Sestao |  |  |

| Vuelta; 07 de noviembre de 1971 | Club Sestao | 2:0 (Global 3:0) | Real Unión Club |  |  |

| Ida; 24 de octubre de 1971 | Baracaldo C. F. | 1:1 | U. D. Salamanca |  |  |

| Vuelta; 07 de noviembre de 1971 | U. D. Salamanca | 2:2 (Global 3:3) | Baracaldo C. F. |  |  |

| Ida; 24 de octubre de 1971 | C. D. Ensidesa | 2:3 | Palencia C. F. |  |  |

| Vuelta; 07 de noviembre de 1971 | Palencia C. F. | 1:1 (Global 4:3) | C. D. Ensidesa |  |  |

| Ida; 24 de octubre de 1971 | C. D. Orense | 1:0 | Zamora C. F. |  |  |

| Vuelta; 07 de noviembre de 1971 | Zamora C. F. | 1:1 (Global 1:2) | C. D. Orense |  |  |

| Ida; 24 de octubre de 1971 | C. D. Cartagena | 1:1 | C. D. Benicarló |  |  |

| Vuelta; 07 de noviembre de 1971 | C. D. Benicarló | 0:1 (Global 1:2) | C. D. Cartagena |  |  |

| Ida; 03 de noviembre de 1971 | Sevilla Atlético C. | 2:0 | Recreativo C. Portuense |  |  |

| Vuelta; 07 de noviembre de 1971 | Recreativo C. Portuense | 1:0 (Global 1:2) | Sevilla Atlético C. |  |  |

## Segunda ronda

### Cuadro
| Equipo 1                 | Agr.       | Equipo 2                          | Ida | Vuelta |
| ------------------------ | ---------- | --------------------------------- | --- | ------ |
| S. D. Eibar              | 4-3        | C. D. Mirandés                    | 3-1 | 1-2    |
| C. F. Barcelona Atlético | 0-3        | Tarrasa C. F.                     | 0-0 | 0-3    |
| C. D. Europa             | (pen.) 4-4 | Levante U. D.                     | 3-1 | 1-3    |
| C. D. Tortosa            | 0-1        | C. F. Calella                     | 0-0 | 0-1    |
| Triana Balompié          | 2-1        | Ag. D. Ceuta                      | 2-0 | 0-1    |
| S. D. Huesca             | 3-2        | U. D. Lérida                      | 2-2 | 1-0    |
| U. D. Poblense           | 1-2        | S. D. Ibiza                       | 1-0 | 0-2    |
| A. D. Plus Ultra         | 2-2        | C. Getafe Deportivo               | 2-1 | 0-1    |
| Algemesí C. F.           | 1-3        | C. D. Cartagena                   | 0-0 | 1-3    |
| C. D. Valdepeñas         | 1-2        | C. F. Calvo Sotelo de Puertollano | 1-1 | 0-1    |
| Club Sestao              | 3-2        | R. S. Gimnástica de Torrelavega   | 3-1 | 0-1    |
| C. D. Tudelano           | 2-3        | Deportivo Aragón                  | 2-1 | 0-2    |
| Palencia C. F.           | 6-2        | Baracaldo C. F.                   | 3-0 | 3-2    |
| C. D. Orense             | 4-1        | C. D. Lugo                        | 2-0 | 2-1    |
| Fabril Deportivo         | 2-3        | Real Avilés C. F.                 | 2-1 | 0-2    |
| C. Atlético Madrileño    | 3-2        | C. D. Colonia Moscardó            | 2-0 | 1-2    |
| C. Atlético Malagueño    | 2-1        | Sevilla Atlético C.               | 0-0 | 2-1    |
| C. D. Alcoyano           | 4-1        | C. F. Gandía                      | 4-1 | 0-0    |

### Partidos
| Ida; 30 de noviembre de 1971 | S. D. Eibar | 3:1 | C. D. Mirandés |  |  |

| Vuelta; 08 de diciembre de 1971 | C. D. Mirandés | 2:1 (Global 3:4) | S. D. Eibar |  |  |

| Ida; 01 de diciembre de 1971 | C. F. Barcelona Atlético | 0:0 | Tarrasa C. F. |  |  |

| Vuelta; 08 de diciembre de 1971 | Tarrasa C. F. | 3:0 (Global 3:0) | C. F. Barcelona Atlético |  |  |

| Ida; 01 de diciembre de 1971 | C. D. Europa | 3:1 | Levante U. D. |  |  |

| Vuelta; 22 de diciembre de 1971 | Levante U. D. | 3:1 (t. s.)(3-5 p.)(Global 4:4) | C. D. Europa |  |  |

| Ida; 01 de diciembre de 1971 | C. D. Tortosa | 0:0 | C. F. Calella |  |  |

| Vuelta; 22 de diciembre de 1971 | C. F. Calella | 1:0 (Global 1:0) | C. D. Tortosa |  |  |

| Ida; 01 de diciembre de 1971 | Triana Balompié | 2:0 | Ag. D. Ceuta |  |  |

| Vuelta; 22 de diciembre de 1971 | Ag. D. Ceuta | 1:0 (Global 1:2) | Triana Balompié |  |  |

| Ida; 01 de diciembre de 1971 | S. D. Huesca | 2:2 | U. D. Lérida |  |  |

| Vuelta; 22 de diciembre de 1971 | U. D. Lérida | 0:1 (Global 2:3) | S. D. Huesca |  |  |

| Ida; 01 de diciembre de 1971 | U. D. Poblense | 1:0 | S. D. Ibiza |  |  |

| Vuelta; 22 de diciembre de 1971 | S. D. Ibiza | 2:0 (Global 2:1) | U. D. Poblense |  |  |

| Ida; 01 de diciembre de 1971 | A. D. Plus Ultra | 2:1 | C. Getafe Deportivo |  |  |

| Vuelta; 23 de diciembre de 1971 | C. Getafe Deportivo | 1:0 (Global 2:2) | A. D. Plus Ultra |  |  |

| Ida; 01 de diciembre de 1971 | Algemesí C. F. | 0:0 | C. D. Cartagena |  |  |

| Vuelta; 22 de diciembre de 1971 | C. D. Cartagena | 3:1 (Global 3:1) | Algemesí C. F. |  |  |

| Ida; 01 de diciembre de 1971 | C. D. Valdepeñas | 1:1 | C. F. Calvo Sotelo de Puertollano |  |  |

| Vuelta; 08 de diciembre de 1971 | C. F. Calvo Sotelo de Puertollano | 1:0 (Global 2:1) | C. D. Valdepeñas |  |  |

| Ida; 01 de diciembre de 1971 | Club Sestao | 3:1 | R. S. Gimnástica de Torrelavega |  |  |

| Vuelta; 22 de diciembre de 1971 | R. S. Gimnástica de Torrelavega | 1:0 (Global 2:3) | Club Sestao |  |  |

| Ida; 01 de diciembre de 1971 | C. D. Tudelano | 2:1 | Deportivo Aragón |  |  |

| Vuelta; 08 de diciembre de 1971 | Deportivo Aragón | 2:0 (Global 3:2) | C. D. Tudelano |  |  |

| Ida; 01 de diciembre de 1971 | Palencia C. F. | 3:0 | Baracaldo C. F. |  |  |

| Vuelta; 22 de diciembre de 1971 | Baracaldo C. F. | 2:3 (Global 2:6) | Palencia C. F. |  |  |

| Ida; 01 de diciembre de 1971 | C. D. Orense | 2:0 | C. D. Lugo |  |  |

| Vuelta; 22 de diciembre de 1971 | C. D. Lugo | 1:2 (Global 1:4) | C. D. Orense |  |  |

| Ida; 01 de diciembre de 1971 | Fabril Deportivo | 2:1 | Real Avilés C. F. |  |  |

| Vuelta; 22 de diciembre de 1971 | Real Avilés C. F. | 2:0 (Global 3:2) | Fabril Deportivo |  |  |

| Ida; 08 de diciembre de 1971 | C. Atlético Madrileño | 2:0 | C. D. Colonia Moscardó |  |  |

| Vuelta; 22 de diciembre de 1971 | C. D. Colonia Moscardó | 2:1 (Global 2:3) | C. Atlético Madrileño |  |  |

| Ida; 08 de diciembre de 1971 | C. Atlético Malagueño | 0:0 | Sevilla Atlético C. |  |  |

| Vuelta; 22 de diciembre de 1971 | Sevilla Atlético C. | 1:2 (Global 1:2) | C. Atlético Malagueño |  |  |

| Ida; 08 de diciembre de 1971 | C. D. Alcoyano | 4:1 | C. F. Gandía |  |  |

| Vuelta; 22 de diciembre de 1971 | C. F. Gandía | 0:0 (Global 1:4) | C. D. Alcoyano |  |  |

## Tercera ronda

### Cuadro
| Equipo 1              | Agr. | Equipo 2                          | Ida | Vuelta |
| --------------------- | ---- | --------------------------------- | --- | ------ |
| C. D. Alcoyano        | 3-4  | C. D. Castellón                   | 1-0 | 2-4    |
| C. D. Cartagena       | 2-1  | C. D. Mestalla                    | 2-1 | 0-0    |
| Villarreal C. F.      | 2-1  | Deportivo Aragón                  | 1-0 | 1-1    |
| Triana Balompié       | 1-2  | Elche C. F.                       | 0-1 | 1-1    |
| C. Getafe Deportivo   | 2-3  | Xerez C. D.                       | 1-0 | 1-3    |
| C. F. Calella         | 1-4  | C. D. Logroñés                    | 0-1 | 1-3    |
| Real Avilés C. F.     | 0-4  | Pontevedra C. F.                  | 0-0 | 0-4    |
| C. D. Tenerife        | 5-4  | C. Atlético Madrileño             | 5-2 | 0-2    |
| Tarrasa C. F.         | 0-1  | Real Zaragoza C. D.               | 0-0 | 0-1    |
| Club Sestao           | 4-2  | Club Ferrol                       | 2-0 | 2-2    |
| Real Oviedo C. F.     | 6-4  | S. D. Huesca                      | 4-0 | 2-4    |
| C. Atlético Malagueño | 2-6  | A. D. Rayo Vallecano              | 1-1 | 1-5    |
| Cultural D. Leonesa   | 3-3  | C. D. Orense                      | 1-0 | 2-3    |
| S. D. Ibiza           | 5-8  | Real Valladolid Deportivo         | 3-3 | 2-5    |
| Hércules C. F.        | 4-1  | C. F. Calvo Sotelo de Puertollano | 4-0 | 0-1    |
| Real Santander S. D.  | 0-1  | Palencia C. F.                    | 0-0 | 0-1    |
| S. D. Eibar           | 2-3  | U. P. Langreo                     | 1-1 | 1-2    |
| R. C. D. Mallorca     | 3-2  | C. D. Europa                      | 1-1 | 2-1    |

### Partidos
| Ida; 19 de enero de 1972 | C. D. Alcoyano | 1:0 | C. D. Castellón |  |  |

| Vuelta; 02 de febrero de 1972 | C. D. Castellón | 4:2 (Global 4:3) | C. D. Alcoyano |  |  |

| Ida; 19 de enero de 1972 | C. D. Cartagena | 2:1 | C. D. Mestalla |  |  |

| Vuelta; 02 de febrero de 1972 | C. D. Mestalla | 0:0 (Global 1:2) | C. D. Cartagena |  |  |

| Ida; 19 de enero de 1972 | Villarreal C. F. | 1:0 | Deportivo Aragón |  |  |

| Vuelta; 02 de febrero de 1972 | Deportivo Aragón | 1:1 (Global 1:2) | Villarreal C. F. |  |  |

| Ida; 19 de enero de 1972 | Triana Balompié | 0:1 | Elche C. F. |  |  |

| Vuelta; 03 de febrero de 1972 | Elche C. F. | 1:1 (Global 2:1) | Triana Balompié |  |  |

| Ida; 19 de enero de 1972 | C. Getafe Deportivo | 1:0 | Xerez C. D. |  |  |

| Vuelta; 02 de febrero de 1972 | Xerez C. D. | 3:1 (Global 3:2) | C. Getafe Deportivo |  |  |

| Ida; 19 de enero de 1972 | C. F. Calella | 0:1 | C. D. Logroñés |  |  |

| Vuelta; 02 de febrero de 1972 | C. D. Logroñés | 3:1 (Global 4:1) | C. F. Calella |  |  |

| Ida; 19 de enero de 1972 | Real Avilés C. F. | 0:0 | Pontevedra C. F. |  |  |

| Vuelta; 02 de febrero de 1972 | Pontevedra C. F. | 4:0 (Global 4:0) | Real Avilés C. F. |  |  |

| Ida; 19 de enero de 1972 | C. D. Tenerife | 5:2 | C. Atlético Madrileño |  |  |

| Vuelta; 02 de febrero de 1972 | C. Atlético Madrileño | 2:0 (Global 4:5) | C. D. Tenerife |  |  |

| Ida; 19 de enero de 1972 | Tarrasa C. F. | 0:0 | Real Zaragoza C. D. |  |  |

| Vuelta; 09 de febrero de 1972 | Real Zaragoza C. D. | 1:0 (Global 1:0) | Tarrasa C. F. |  |  |

| Ida; 19 de enero de 1972 | Club Sestao | 2:0 | Club Ferrol |  |  |

| Vuelta; 02 de febrero de 1972 | Club Ferrol | 2:2 (Global 2:4) | Club Sestao |  |  |

| Ida; 19 de enero de 1972 | Real Oviedo C. F. | 4:0 | S. D. Huesca |  |  |

| Vuelta; 02 de febrero de 1972 | S. D. Huesca | 4:2 (Global 4:6) | Real Oviedo C. F. |  |  |

| Ida; 19 de enero de 1972 | C. Atlético Malagueño | 1:1 | A. D. Rayo Vallecano |  |  |

| Vuelta; 02 de febrero de 1972 | A. D. Rayo Vallecano | 5:1 (Global 6:2) | C. Atlético Malagueño |  |  |

| Ida; 19 de enero de 1972 | Cultural D. Leonesa | 1:0 | C. D. Orense |  |  |

| Vuelta; 02 de febrero de 1972 | C. D. Orense | 3:2 (Global 3:3) | Cultural D. Leonesa |  |  |

| Ida; 19 de enero de 1972 | S. D. Ibiza | 3:3 | Real Valladolid Deportivo |  |  |

| Vuelta; 02 de febrero de 1972 | Real Valladolid Deportivo | 5:2 (Global 8:5) | S. D. Ibiza |  |  |

| Ida; 19 de enero de 1972 | Hércules C. F. | 4:0 | C. F. Calvo Sotelo de Puertollano |  |  |

| Vuelta; 02 de febrero de 1972 | C. F. Calvo Sotelo de Puertollano | 1:0 (Global 1:4) | Hércules C. F. |  |  |

| Ida; 19 de enero de 1972 | Real Santander S. D. | 0:0 | Palencia C. F. |  |  |

| Vuelta; 02 de febrero de 1972 | Palencia C. F. | 1:0 (Global 1:0) | Real Santander S. D. |  |  |

| Ida; 19 de enero de 1972 | S. D. Eibar | 1:1 | U. P. Langreo |  |  |

| Vuelta; 02 de febrero de 1972 | U. P. Langreo | 2:1 (Global 3:2) | S. D. Eibar |  |  |

| Ida; 20 de enero de 1972 | R. C. D. Mallorca | 1:1 | C. D. Europa |  |  |

| Vuelta; 02 de febrero de 1972 | C. D. Europa | 1:2 (Global 2:3) | R. C. D. Mallorca |  |  |

## Cuarta ronda

### Cuadro
| Equipo 1             | Agr. | Equipo 2                  | Ida | Vuelta |
| -------------------- | ---- | ------------------------- | --- | ------ |
| C. D. Cartagena      | 1-0  | Xerez C. D.               | 1-0 | 0-0    |
| Palencia C. F.       | 2-2  | Cádiz C. F.               | 1-0 | 1-2    |
| Real Betis Balompié  | 0-2  | Hércules C. F.            | 0-0 | 0-2    |
| Córdoba C. F.        | 0-2  | Real Valladolid Deportivo | 0-0 | 0-2    |
| Elche C. F.          | 1-2  | Burgos C. F.              | 1-1 | 0-1    |
| Granada C. F.        | 6-4  | C. D. Tenerife            | 4-0 | 2-4    |
| Real Oviedo C. F.    | 0-2  | R. C. D. Español          | 0-1 | 0-1    |
| C. D. San Andrés     | 4-3  | Villarreal C. F.          | 2-1 | 2-2    |
| Club Sestao          | 4-6  | U. D. Las Palmas          | 2-0 | 2-6    |
| Real Zaragoza C. D.  | 1-2  | C. D. Málaga              | 1-1 | 0-1    |
| R. C. D. Mallorca    | 0-3  | Cultural D. Leonesa       | 0-2 | 0-1    |
| C. D. Logroñés       | 2-1  | R. C. D. Coruña           | 1-0 | 1-1    |
| A. D. Rayo Vallecano | 1-5  | R. Sporting de Gijón      | 1-0 | 0-5    |
| Pontevedra C. F.     | 2-1  | C. D. Sabadell C. F.      | 0-1 | 2-0    |

### Partidos
| Ida; 15 de febrero de 1972 | C. D. Cartagena | 1:0 | Xerez C. D. |  |  |

| Vuelta; 01 de marzo de 1972 | Xerez C. D. | 0:0 (Global 0:1) | C. D. Cartagena |  |  |

| Ida; 16 de febrero de 1972 | Palencia C. F. | 1:0 | Cádiz C. F. |  |  |

| Vuelta; 01 de marzo de 1972 | Cádiz C. F. | 2:1 (Global 2:2) | Palencia C. F. |  |  |

| Ida; 16 de febrero de 1972 | Real Betis Balompié | 0:0 | Hércules C. F. |  |  |

| Vuelta; 01 de marzo de 1972 | Hércules C. F. | 2:0 (Global 2:0) | Real Betis Balompié |  |  |

| Ida; 16 de febrero de 1972 | Córdoba C. F. | 0:0 | Real Valladolid Deportivo |  |  |

| Vuelta; 01 de marzo de 1972 | Real Valladolid Deportivo | 2:0 (Global 2:0) | Córdoba C. F. |  |  |

| Ida; 16 de febrero de 1972 | Elche C. F. | 1:1 | Burgos C. F. |  |  |

| Vuelta; 01 de marzo de 1972 | Burgos C. F. | 1:0 (Global 2:1) | Elche C. F. |  |  |

| Ida; 16 de febrero de 1972 | Granada C. F. | 4:0 | C. D. Tenerife |  |  |

| Vuelta; 01 de marzo de 1972 | C. D. Tenerife | 4:2 (Global 4:6) | Granada C. F. |  |  |

| Ida; 16 de febrero de 1972 | Real Oviedo C. F. | 0:1 | R. C. D. Español |  |  |

| Vuelta; 01 de marzo de 1972 | R. C. D. Español | 1:0 (Global 2:0) | Real Oviedo C. F. |  |  |

| Ida; 16 de febrero de 1972 | C. D. San Andrés | 2:1 | Villarreal C. F. |  |  |

| Vuelta; 01 de marzo de 1972 | Villarreal C. F. | 2:2 (Global 3:4) | C. D. San Andrés |  |  |

| Ida; 16 de febrero de 1972 | Club Sestao | 2:0 | U. D. Las Palmas |  |  |

| Vuelta; 01 de marzo de 1972 | U. D. Las Palmas | 6:2 (Global 6:4) | Club Sestao |  |  |

| Ida; 16 de febrero de 1972 | Real Zaragoza C. D. | 1:1 | C. D. Málaga |  |  |

| Vuelta; 01 de marzo de 1972 | C. D. Málaga | 1:0 (Global 2:1) | Real Zaragoza C. D. |  |  |

| Ida; 17 de febrero de 1972 | R. C. D. Mallorca | 0:2 | Cultural D. Leonesa |  |  |

| Vuelta; 01 de marzo de 1972 | Cultural D. Leonesa | 1:0 (Global 3:0) | R. C. D. Mallorca |  |  |

| Ida; 23 de febrero de 1972 | C. D. Logroñés | 1:0 | R. C. D. Coruña |  |  |

| Vuelta; 01 de marzo de 1972 | R. C. D. Coruña | 1:1 (Global 1:2) | C. D. Logroñés |  |  |

| Ida; 23 de febrero de 1972 | A. D. Rayo Vallecano | 1:0 | R. Sporting de Gijón |  |  |

| Vuelta; 01 de marzo de 1972 | R. Sporting de Gijón | 5:0 (Global 5:1) | A. D. Rayo Vallecano |  |  |

| Ida; 24 de febrero de 1972 | Pontevedra C. F. | 0:1 | C. D. Sabadell C. F. |  |  |

| Vuelta; 02 de marzo de 1972 | C. D. Sabadell C. F. | 0:2 (Global 1:2) | Pontevedra C. F. |  |  |

## Quinta ronda

### Cuadro
| Equipo 1                  | Agr. | Equipo 2            | Ida | Vuelta |
| ------------------------- | ---- | ------------------- | --- | ------ |
| C. D. San Andrés          | 2-1  | C. D. Logroñés      | 2-1 | 0-0    |
| Granada C. F.             | 5-1  | Palencia C. F.      | 4-0 | 1-1    |
| R. Sporting de Gijón      | 5-3  | C. D. Málaga        | 3-0 | 2-3    |
| C. D. Cartagena           | 5-5  | Cultural D. Leonesa | 3-1 | 2-4    |
| Hércules C. F.            | 1-2  | C. D. Castellón     | 1-0 | 0-2    |
| Burgos C. F.              | 0-7  | R. C. D. Español    | 0-2 | 0-5    |
| Real Valladolid Deportivo | 3-3  | Pontevedra C. F.    | 3-1 | 0-2    |

### Partidos
| Ida; 29 de marzo de 1972 | C. D. San Andrés | 2:1 | C. D. Logroñés |  |  |

| Vuelta; 28 de mayo de 1972 | C. D. Logroñés | 0:0 (Global 1:2) | C. D. San Andrés |  |  |

| Ida; 29 de marzo de 1972 | Granada C. F. | 4:0 | Palencia C. F. |  |  |

| Vuelta; 28 de mayo de 1972 | Palencia C. F. | 1:1 (Global 1:5) | Granada C. F. |  |  |

| Ida; 29 de marzo de 1972 | R. Sporting de Gijón | 3:0 | C. D. Málaga |  |  |

| Vuelta; 27 de mayo de 1972 | C. D. Málaga | 3:2 (Global 3:5) | R. Sporting de Gijón |  |  |

| Ida; 29 de marzo de 1972 | C. D. Cartagena | 3:1 | Cultural D. Leonesa |  |  |

| Vuelta; 28 de mayo de 1972 | Cultural D. Leonesa | 4:2 (Global 5:5) | C. D. Cartagena |  |  |

| Ida; 29 de marzo de 1972 | Hércules C. F. | 1:0 | C. D. Castellón |  |  |

| Vuelta; 28 de mayo de 1972 | C. D. Castellón | 2:0 (Global 2:1) | Hércules C. F. |  |  |

| Ida; 21 de mayo de 1972 | Burgos C. F. | 0:2 | R. C. D. Español |  |  |

| Vuelta; 27 de mayo de 1972 | R. C. D. Español | 5:0 (Global 7:0) | Burgos C. F. |  |  |

| Ida; 24 de mayo de 1972 | Real Valladolid Deportivo | 3:1 | Pontevedra C. F. |  |  |

| Vuelta; 28 de mayo de 1972 | Pontevedra C. F. | 2:0 (Global 3:3) | Real Valladolid Deportivo |  |  |

## Fase final

### Octavos de final
La ronda de los octavos de final tuvo lugar los días 3 de junio, los partidos de ida; y 10 de junio de 1972, los de vuelta.
| Local ida               | Resultado global | Local vuelta            | Ida   | Vuelta |
| ----------------------- | ---------------- | ----------------------- | ----- | ------ |
| Athletic Club           | 6 - 2            | C. D. Cartagena         | 5 - 2 | 1 - 0  |
| Club Atlético de Madrid | 1 - 0            | U. D. Las Palmas        | 1 - 0 | 0 - 0  |
| C. D. Castellón         | 1 - 2            | C. F. Barcelona         | 0 - 0 | 1 - 2  |
| R. C. Celta de Vigo     | 3 - 1            | Pontevedra C. F.        | 3 - 1 | 0 - 0  |
| R. C. D. Español        | 6 - 4            | Sevilla C. F.           | 3 - 1 | 3 - 3  |
| Granada C. F.           | 2 - 3            | Valencia C. F.          | 0 - 1 | 2 - 2  |
| C. D. San Andrés        | 2 - 6            | Real Madrid C. F.       | 1 - 1 | 1 - 5  |
| Real Sporting de Gijón  | 1 - 3            | Real Sociedad de Fútbol | 0 - 0 | 1 - 3  |

### Cuartos de final
La ronda de cuartos de final tuvo lugar entre los días 17 de junio, los partidos de ida; y 24 de junio de 1972, los de vuelta.
| Local ida               | Resultado global | Local vuelta            | Ida   | Vuelta |
| ----------------------- | ---------------- | ----------------------- | ----- | ------ |
| C. F. Barcelona         | 0 - 3            | Club Atlético de Madrid | 0 - 2 | 0 - 1  |
| Real Madrid C. F.       | 4 - 3            | R. C. D. Español        | 3 - 0 | 1 - 3  |
| Real Sociedad de Fútbol | 1 - 3            | Athletic Club           | 1 - 1 | 0 - 2  |
| Valencia C. F.          | 2 - 0            | R. C. Celta de Vigo     | 1 - 0 | 1 - 0  |

### Semifinales
La ronda de semifinales tuvo lugar entre el 29 de junio, los partidos de ida; y el 2 de julio de 1972, los de vuelta.
| Local ida               | Resultado global | Local vuelta      | Ida   | Vuelta |
| ----------------------- | ---------------- | ----------------- | ----- | ------ |
| Club Atlético de Madrid | 5 - 4            | Athletic Club     | 4 - 1 | 1 - 3  |
| Valencia C. F.          | 1 - 0            | Real Madrid C. F. | 1 - 0 | 0 - 0  |

### Final
La final de la Copa del Generalísimo 1971-72 tuvo lugar el 8 de julio de 1972 en el estadio Santiago Bernabéu de Madrid.
| Sábado 8 de julio de 1972, 20:30 | Club Atlético de Madrid  | 2 - 1 | Valencia C. F. | Estadio Santiago Bernabéu, Madrid                                         |                                                                           |
|                                  | Salcedo 31' · Gárate 62' |       | Valdez 36'     | Asistencia: 100 200 espectadores Árbitro(s): José María Ortiz de Mendíbil | Asistencia: 100 200 espectadores Árbitro(s): José María Ortiz de Mendíbil |

|                                 |
| Campeón Club Atlético de Madrid |
| 4.° título                      |